# Antonio Sánchez Acevedo
Antonio Sánchez Acevedo (* 1897; † 1976 in Mexiko-Stadt) war ein mexikanischer Botschafter.

## Leben
Antonio Sánchez Acevedo war Generaldirektor der Militärjustiz und Divisionsgeneral. In seiner Zeit als Botschafter in Ankara war er auch bei der Regierung von Haile Selassie akkreditiert. Antonio Sánchez Acevedo war 1952 ein Unterstützer der Präsidentschaftskandidatur von Miguel Henríquez Guzmán.
| Vorgänger                 | Amt                                                   | Nachfolger              |
| ------------------------- | ----------------------------------------------------- | ----------------------- |
| Adalberto Tejeda Olivares | Mexikanischer Botschafter in Ankara 1951 bis 1953     | Salvador Pardo Bolland  |
| Pablo Macias Valenzuela   | Kommandeur der Truppen von Mexiko-Stadt 1955 bis 1958 | Miguel Badillo Vizcarra |